# Penn Nouth
Samdech Penn Nouth (1 tháng 4 năm 1906, Phnôm Pênh, Campuchia - 18 tháng 5 năm 1985, Chatenay Malabry, gần Paris, Pháp) là một nhà nhà chính trị Campuchia. Ông đã phục vụ cho chính quyền thuộc địa Pháp, sau đó tham gia vào chính trường Campuchia và nhiều lần làm thủ tướng Campuchia. Sau khi Khmer Đỏ chiếm Phnôm Pênh năm 1975, ông giữ chức thủ tướng lần cuối nhưng không có thực quyền. Sau đó ông đã ra nước ngoài sinh sống.